# Метод виньеток
Метод виньеток (англ. vignette) — экспериментальный метод психологии и социологии, в рамках которого моделируется гипотетическая ситуация, а участники эксперимента озвучивают свою реакцию на данную ситуацию. Тем самым они открывают экспериментатору свои перцепции, ценности, нормы или впечатления.
Питер Росси и его коллеги разработали систему проведения виньеток путём систематической комбинации прогнозных переменных — это позволит разделить эффекты этих переменных на зависимые переменные. Например, при изучении нормативных суждений о семейном статусе «может появиться 10 уровней дохода, 50 вариантов занятости главы семейства и 50 вариантов занятости супруга; две расы, белые и черные; и десять вариантов численности семьи». Обработка всех этих данных затруднительна — в этом примере насчитывается 500 тысяч возможных комбинаций. В этой связи Росси предложил делать небольшие выборки из комбинаций, представлять их респондентам и объединять суждения по группам респондентов. Таким образом можно сделать выборку достаточного объёма. После этого оцениваются главные эффекты независимых переменных, при этом оценить каждый интерактивный эффект не удастся.
Виньетки-предложения, описывающие какие-либо действия, широко применялись для оценки уравнений, связанных с формированием впечатлений. Подобные исследования относятся к социологической теории управления эмоциями (англ. affect control theory). Подход заключается в том, что каждый из респондентов знакомится с некоторым количеством предложений, затем некоторых просят оценить субъект действия, других — объект, третьих — действие и поведение в целом. Подгруппы респондентов знакомятся с разными наборами предложений, затем данные объединяются в итоговый анализ.
Метод виньеток позволяет проводить контролируемые исследования мыслительного процесса, которые невозможны на базе наблюдения или в условиях классических экспериментов. Тем не менее, явный недостаток метода — чтение предложения существенно отличается от получения реального опыта, моделируемого или повседневного.